# Lethe fuhaica
Lethe fuhaica är en fjärilsart som beskrevs av Lee 1962. Lethe fuhaica ingår i släktet Lethe och familjen praktfjärilar. Inga underarter finns listade i Catalogue of Life.